# Tidsaxel över Kinas historia
Detta är en tidsaxel över Kinas historia.
| ca 400 000 f.Kr.        | Homo erectus i Kina                                                           |
| ca 200 000 f.Kr.        | Homo sapiens i Kina                                                           |
| ca 50 000 f.Kr.         | Homo sapiens sapiens i Kina                                                   |
| ca 12 000–2000 f.Kr.    | Neolitisk tid                                                                 |
| ca 2200 – ca 1750 f.Kr. | Xiadynastin                                                                   |
| ca 1750 – ca 1040 f.Kr. | Shangdynastin                                                                 |
| ca 1040–256 f.Kr.       | Zhoudynastin                                                                  |
| 221 f.Kr.               | Kina enas av Qin Shi Huangdi som utropar sig till kejsare                     |
| 221–207 f.Kr.           | Qindynastin                                                                   |
| 207 f.Kr.               | Qindynastin störtas                                                           |
| 202 f.Kr.               | Liu Bang blir den förste kejsaren av Han                                      |
| 202 f.Kr. – 220 e.Kr.   | Handynastin                                                                   |
| 9–23 e.Kr.              | Wang Mangs interregnum                                                        |
| 184                     | De gula turbanernas uppror                                                    |
| 220–222                 | Hanriket kollapsar och Kina delas i tre kungadömen: Wei, Shu Han och Wu       |
| 265–420                 | Jindynastin enar de tre kungadömena                                           |
| 317–589                 | Kina är splittrat i inbördeskrig mellan en mängd dynastier                    |
| 581–618                 | Suidynastin                                                                   |
| 604–610                 | Kejsarkanalen byggs                                                           |
| 611–614                 | Misslyckad invasion av Korea                                                  |
| 618–907                 | Tangdynastin                                                                  |
| 712–751                 | Kina blomstrar under tangkejsaren Xuanzong                                    |
| 751                     | Förlust mot araber vid floden Talas. Kejsardömet förlorar Centralasien        |
| 755                     | Guvernören An Lushan gör uppror och Tangdynastin försvagas                    |
| 907–960                 | De fem dynastierna och De tio rikena slåss om Kina                            |
| 960–1279                | Songdynastin                                                                  |
| 1211                    | Mongolerna anfaller Kina                                                      |
| 1271                    | Yuandynastin grundas av mongolen Khubilai khan                                |
| 1271–1368               | Yuandynastin                                                                  |
| 1368–1644               | Mingdynastin                                                                  |
| 1405–1433               | Kinesiska upptäcktsresande finner sjövägen till Afrika och Arabien            |
| 1557                    | Portugal upprättar en handelsstation i Macao                                  |
| 1644–1912               | Qingdynastin                                                                  |
| 1839–1842               | Första opiumkriget med Storbritannien                                         |
| 1850–1864               | Taipingupproret                                                               |
| 1853–1868               | Nianupproret                                                                  |
| 1856–1860               | Andra opiumkriget med Storbritannien                                          |
| 1883–1885               | Kinesisk-franska kriget                                                       |
| 1894–1895               | Första sino-japanska kriget                                                   |
| 1898–1901               | Boxarupproret                                                                 |
| 1911–1912               | Xinhairevolutionen                                                            |
| 1912                    | Kejsardömet avskaffas. Republiken Kina bildas                                 |
| 1913                    | Kinas nationella folkparti (Guomindang) vinner det första valet               |
| 1919                    | Fjärde-maj-rörelsen                                                           |
| 1921                    | Kinas kommunistiska parti (KKP) grundas                                       |
| 1926–1949               | Det kinesiska inbördeskriget mellan kommunister och nationalister             |
| 1931                    | Japanska invasionen av Manchuriet                                             |
| 1934–1935               | Den långa marschen                                                            |
| 1937                    | Japan anfaller Kina                                                           |
| 1946–1949               | Öppet krig mellan Guomindang och KKP                                          |
| 1949                    | Kommunisterna vinner inbördeskriget och Folkrepubliken utropas                |
| 1950–1953               | Koreakriget                                                                   |
| 1958                    | Stora språnget                                                                |
| 1960                    | Kina bryter med Sovjetunionen                                                 |
| 1966–1976               | Kulturrevolutionen                                                            |
| 1971                    | Folkrepubliken blir erkänd av FN                                              |
| 1976                    | Mao Zedong avlider. De fyras gäng arresteras och Deng Xiaoping blir ny ledare |
| 1989                    | Studentdemonstrationer på Himmelska fridens torg slås ner av militären        |
| 1997                    | Hongkong övergår till Kina                                                    |
| 1999                    | Macau övergår till Kina                                                       |